# Терада Нобухіро
Тера́да Нобухі́ро — артист балету, заслужений артист України (12.02.2003), народний артист України (21.08.2015).

## Життєпис
1987 року організатор балетної школи в Кіото Мічіко Такао (згодом нагороджена орденом княгині Ольги 3 ступеня) направила сина — Нобухіро Тераду — до Києва.
1993 року закінчив Київське державне хореографічне училище, з того ж року — соліст Національної опери України імені Т. Г. Шевченка.
1999 — лауреат Міжнародного конкурсу артистів балету ім. С. Лифаря, Київ, третя премія.
Виконував такі партії:
- Джеймс — «Сильфіда» Хермана Левенсхольда,
- Блазень, Арлекін — «Лебедине озеро» та «Лускунчик» П. Чайковського,
- Куць — «Лісова пісня» М. Скорульського,
- Розтяпа — «Білосніжка та семеро гномів» Богдана Павловського,
- Вартовий — «Чіполліно» К. Хачатуряна,
- Парубок — «Лілея» К. Данькевича,
- Сарацин — «Раймонда» О. Глазунова.

Гастролював у Німеччині, Швейцарії, Франції, Японії.
З 2012 року працює художнім керівником Київського державного хореографічного училища.